# Hemerobius frontalis
Hemerobius frontalis är en insektsart som beskrevs av Hagen 1858. Hemerobius frontalis ingår i släktet Hemerobius och familjen florsländor. Inga underarter finns listade i Catalogue of Life.